# Guilherme Suarez-Kurtz
Guilherme Suarez-Kurtz (22 de março de 1941) é um farmacologista, pesquisador e professor universitário brasileiro.
Comendador da Ordem Nacional do Mérito Científico, membro titular da Academia Brasileira de Ciências na área de Ciências Biomédicas desde 1984, é professor livre-docente da Universidade Federal do Rio de Janeiro. Desenvolve pesquisas sobre farmacogenética no Instituto Nacional de Câncer.

## Biografia
Guilherme se formou em medicina em 1964 e fez doutorado em ciências da saúde (1967) pela Universidade Federal do Rio de Janeiro (UFRJ). Fez vários estágios de pós-doutorado em instituições renomadas: Faculdade de Medicina, da Universidade de Paris, de onde é assistente estrangeiro, Universidade da Pensilvânia, Columbia University e University College London.
Pioneiro no Brasil na pesquisa em farmacocinética clínica e farmacogenética, foi o criador e é o atual Coordenador da Rede Nacional de Farmacogenética (Refargen). Foi Coordenador de Pesquisa (1997-2004) e é atualmente Pesquisador do Instituto Nacional de Câncer. Na Academia Brasileira de Ciências, foi Membro da Comissão de Seleção de acadêmicos.